# Erich Laßleben
Erich Laßleben (* 7. März 1931 in Regensburg; † 22. November 2016 in Kallmünz) war ein deutscher Verlagsleiter, Herausgeber, Schriftleiter und Heimatpfleger.

## Leben
Erich Laßleben wurde als Sohn des Kallmünzer Verlegers Michael Laßleben geboren. Sein Großvater war der Heimatforscher und Herausgeber Johann Baptist Laßleben, der 1907 die Heimatzeitschrift Die Oberpfalz gegründet hatte. Die Lehre zum Schriftsetzer mit Gesellen- und Meisterprüfung machte Erich Laßleben im väterlichen Verlag Michael Laßleben, wo er 1954 technischer Leiter wurde. Nachdem sein Vater 1972 gestorben war, führte er dessen 1919/20 gegründeten Verlag weiter.
Basierend auf der Idee seines Großvaters, die diesen die Zeitschrift Die Oberpfalz gründen ließ, entwickelte Erich Laßleben wie zuvor schon sein Vater das Verlagsprogramm weiter, das vorwiegend Fachbücher und Zeitschriften zur regionalen Geschichte und Archäologie beinhaltet. Laßleben engagierte sich auch außerhalb der Verlagstätigkeit in den Bereichen Heimatforschung, Heimatpflege, Denkmalschutz und der kulturellen Förderung. So war er unter anderem in Kallmünz neben einer zwölfjährigen Tätigkeit als Zweiter Bürgermeister und einer 30-jährigen Tätigkeit als Gemeinderat auch lange Zeit Kallmünzer Ortsheimatpfleger. Mit Paul Reinecke, dem bayerischen Landesarchäologen, der sich ausgebombt nach dem Krieg in Kallmünz niederließ, verband ihn eine intensive Freundschaft, wodurch sich eine seit Mitte der 1950er Jahre andauernde Zusammenarbeit mit dem Bayerischen Landesamt für Denkmalpflege ergab, das alle seine Materialhefte zur bayerischen Vorgeschichte bzw. Archäologie im Verlag Michael Laßleben herstellen lässt. Für sein Engagement im Bereich der Heimatpflege wurde er mehrfach geehrt.
Erich Laßleben starb im Alter von 85 Jahren. Seine Söhne Erich und Richard Laßleben, die bereits zuvor schon im Verlag tätig waren, führen die Geschäfte des Familienunternehmens in Kallmünz fort.

## Ehrungen
- 1981: Bundesverdienstkreuz am Bande[2]
- 1982: Medaille des Bayerischen Landesvereins für Heimatpflege[2]
- 1988: Nordgaupreis des Oberpfälzer Kulturbundes in der Kategorie „Heimatpflege“
- Bürgermedaille des Marktes Kallmünz
- 20. Oktober 2011: Rainer-Christlein-Medaille der Gesellschaft für Archäologie in Bayern[2]